# 蒂奇拉
蒂奇拉是位於西撒哈拉南部的一座城鎮，位於N1175高速附近。目前該城鎮由摩洛哥實際控制。根據2004年的人口普查，該地區居民數量為6036人。